# Huursubsidie
Een huursubsidie is een tegemoetkoming van de overheid bij het huren van een huis. 

## In België
In Vlaanderen kunnen mensen met een laag inkomen die verhuizen van een onbewoonbare of te kleine woning naar een betere woonst een huursubsidie aanvragen, op voorwaarde dat beide woningen zich in het Vlaams Gewest bevinden.

## In Nederland
De huursubsidie was een tegemoetkoming van de Nederlandse overheid voor mensen met een laag inkomen voor wie de huur te hoog was ten opzichte van hun inkomen.
De huursubsidie kwam op 1 juli 1970 tot stand onder auspiciën van het Ministerie van Volkshuisvesting en Ruimtelijke Ordening. Dit heette toen nog aanvullend huursubsie en werd in de beginjaren 1970-1972 als proef in 431 gemeenten uitgevoerd. Onder het beleid van Marcel van Dam kwam de Huurmatiging tot stand. De huurmatiging hield in dat in 53 gemeenten werd gestart in overleg met de gemeenten en woningcorporaties de subsidie door deze te laten berekenen en in te houden op de te betalen huurprijs. Dit hield in dat de woningcorporaties en gemeenten de zekerheid hadden dat zij een deel van de huurprijs gegarandeerd ontvangen en de huurder een lagere huurprijs betaalde. Dit heeft geduurd totdat de politiek de huursubsidie onderbracht bij de belastingdienst onder de zogenaamde huurtoeslag. De huursubsidie werd per 1 januari 2006 vervangen door een huurtoeslag. Om de procedure te vereenvoudigen heeft het kabinet deze bij de belastingdienst ondergebracht. 
De hoogte van de huursubsidie was afhankelijk van het inkomen, de huurprijs,de kwaliteit van de woning en het vermogen van de huurder en toeslagpartner. Om een huursubsidie te krijgen moest de aanvrager zijn eigen inkomsten opgeven en een huurcontract aantonen. De aanvraag werd in behandeling genomen door het Ministerie van VROM, de verwerking ervan duurde ongeveer twee maanden. Volgens de Rijksoverheid vroegen veel mensen geen huursubsidie aan, terwijl ze er wel recht op hadden. Dit is waarschijnlijk omdat de voorlichting over de regels en mogelijkheden rondom huursubsidie tekortschoot.